# Restauration rapide
« Prêt-à-manger » redirige ici. Pour la chaîne britannique de restauration rapide, voir Pret A Manger.
Ne doit pas être confondu avec Camion-restaurant ou Camion bar.

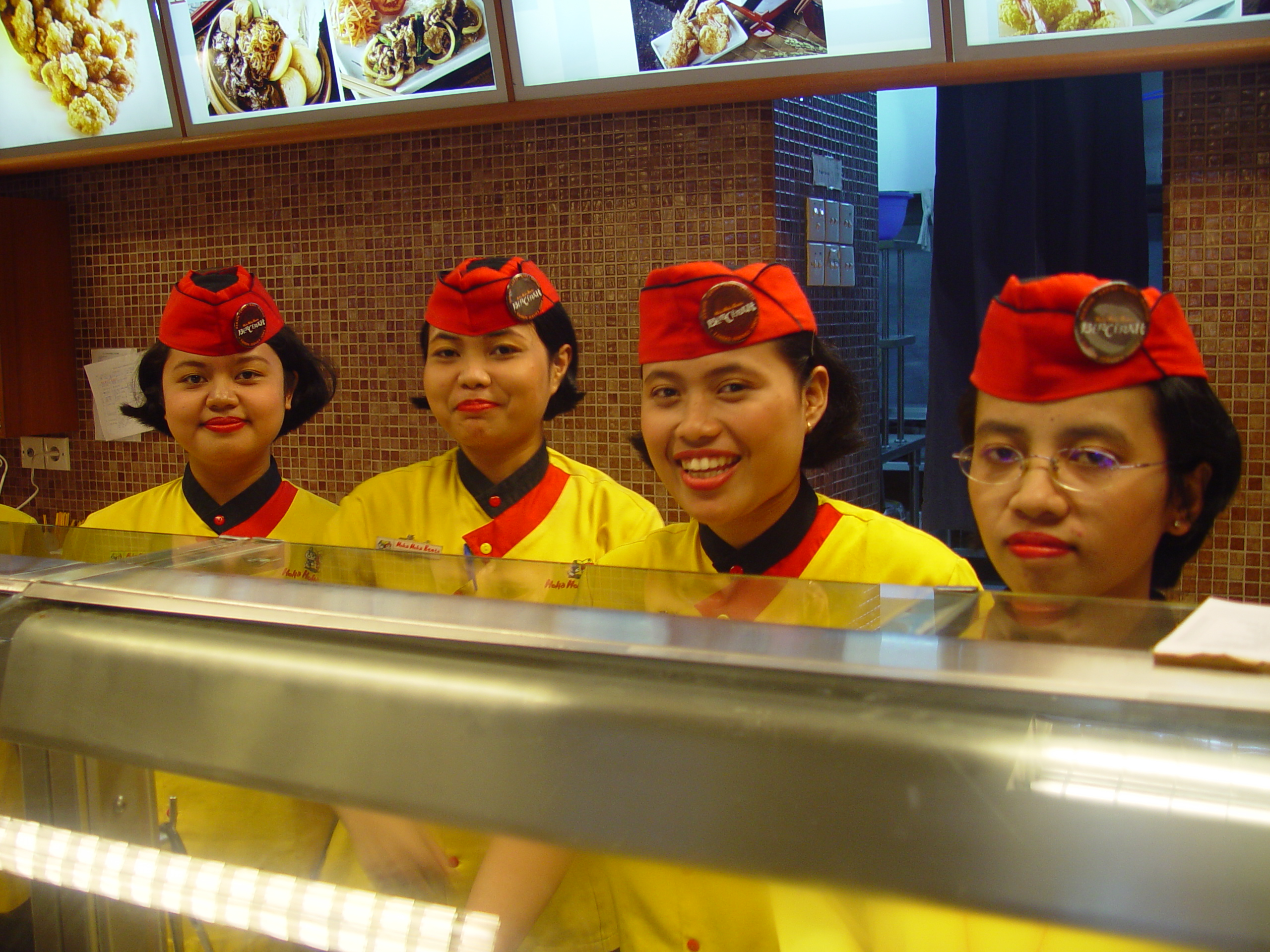
Serveuses d'un restaurant rapide à Jakarta.

La restauration rapide, également appelée fast-food ou fastfood (de l’anglais fast food), est un mode de restauration dont le but est de faire gagner du temps au client en lui permettant de consommer rapidement les plats commandés ou de les emporter, pour un prix généralement moindre que dans la restauration traditionnelle. Cela a été initialement créé pour que les travailleurs puissent prendre de la nourriture plus rapidement et avoir le temps de manger pendant leur travail.
Les mets servis sont le plus souvent des hamburgers ou des sandwichs, accompagnés de frites et d'une boisson. On peut aussi y manger un hot-dog, une pizza, un club sandwich, des frites-saucisses, un tacos, un Taco , un kebab, des pâtes ou des sushis.

## Historique
Alors qu'on « mange sur le pouce » depuis longtemps dans les campagnes, les usines et les chantiers, l'essor de la restauration rapide apparaît à la suite de l'accroissement du secteur tertiaire. La restauration rapide a commencé en Amérique, au Kansas en particulier. L'idée s'est vite répandue. La première chaîne était White Castle en 1916. La restauration rapide n'a pas été populaire en France pendant longtemps, car les Français apprécient les repas relaxants et la bonne nourriture. Cependant, elle est devenue plus populaire avec le temps, en particulier avec McDonalds.

### En France
En 1961, l'industriel Jacques Borel crée la version française des restaurants Wimpy, laquelle devient la première chaîne de restauration rapide en France. L'expérience Wimpy, importée des États-Unis par Borel, a un concept simple : « un repas complet dans un pain rond », mais ne réussit pas à s'imposer. La chaîne de trente restaurants burgers installée sur les autoroutes françaises ferme en 1969, les Français n'étant pas prêts alors à prendre des repas rapides.
En 1972, Raymond Dayan, un homme d'affaires français installé aux États-Unis ayant ouvert plusieurs restaurants McDonald's à Chicago, décide de lancer le concept en France. Après avoir convaincu la direction de la chaîne américaine, les deux parties s'accordent sur une franchise de trente ans et sur l'ouverture de 150 restaurants en région parisienne. L'ouverture du premier McDonald's en France a lieu le 30 juin 1972 près de Paris à Créteil, mais a du mal à connaitre le succès. Un an plus tard, Dayan ouvre un second McDonald's sur les Champs-Élysées. Le premier restaurant devient bénéficiaire en 1978, mais cela ne dure pas : McDonald's USA réclame entre 10 et 20 % des bénéfices alors que Raymond Dayan n'en verse que 1,5 %. McDonald's met fin à la franchise en 1981 et ouvre en même temps le premier McDonald's à Strasbourg le 17 septembre 1979,.

## Types de restauration rapide
- Snack ;
- Cuisine de rue ;
- Casse-croûte au Québec[11] ;
- Snack-bar et sandwicherie

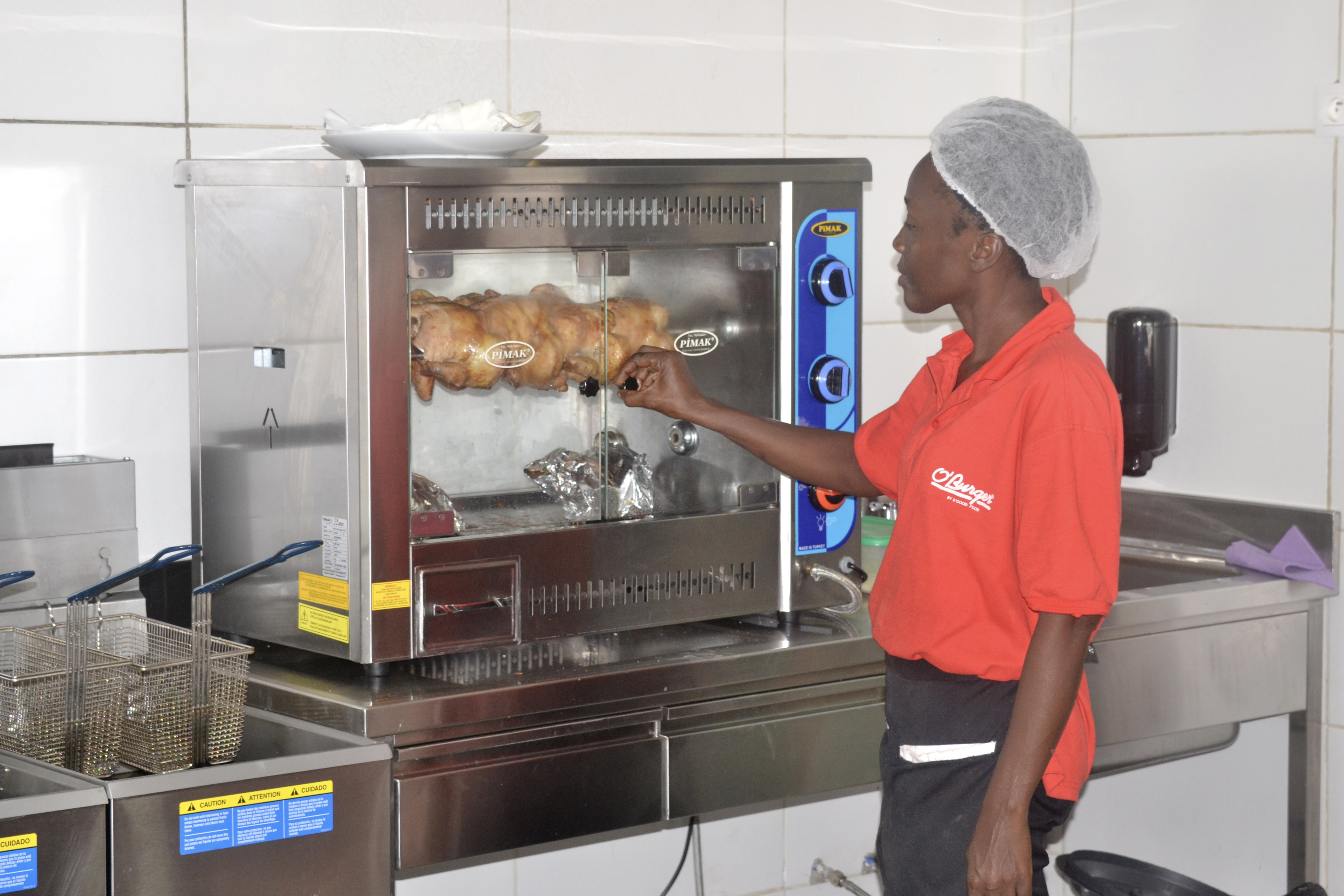
Dans la cuisine d'un restaurant rapide à Youpougon (Abidjan, Côte d'Ivoire).

- Cantine (au Québec n'a pas la même signification qu'en France) ;
- Friterie et baraque à frites ;
- Roulotte à patates (Québec) ;
- Taquería ;
- Fast-good (en opposition à la Junk food).

## Exemples de préparations et mets
- En Pologne : zapiekanka et pasztecik szczeciński.
- Au Québec, il est courant de trouver également une poutine, un sandwich à la viande fumée ou un beigne avec un café.
- En France, le sandwich le plus servi est le sandwich jambon-beurre.

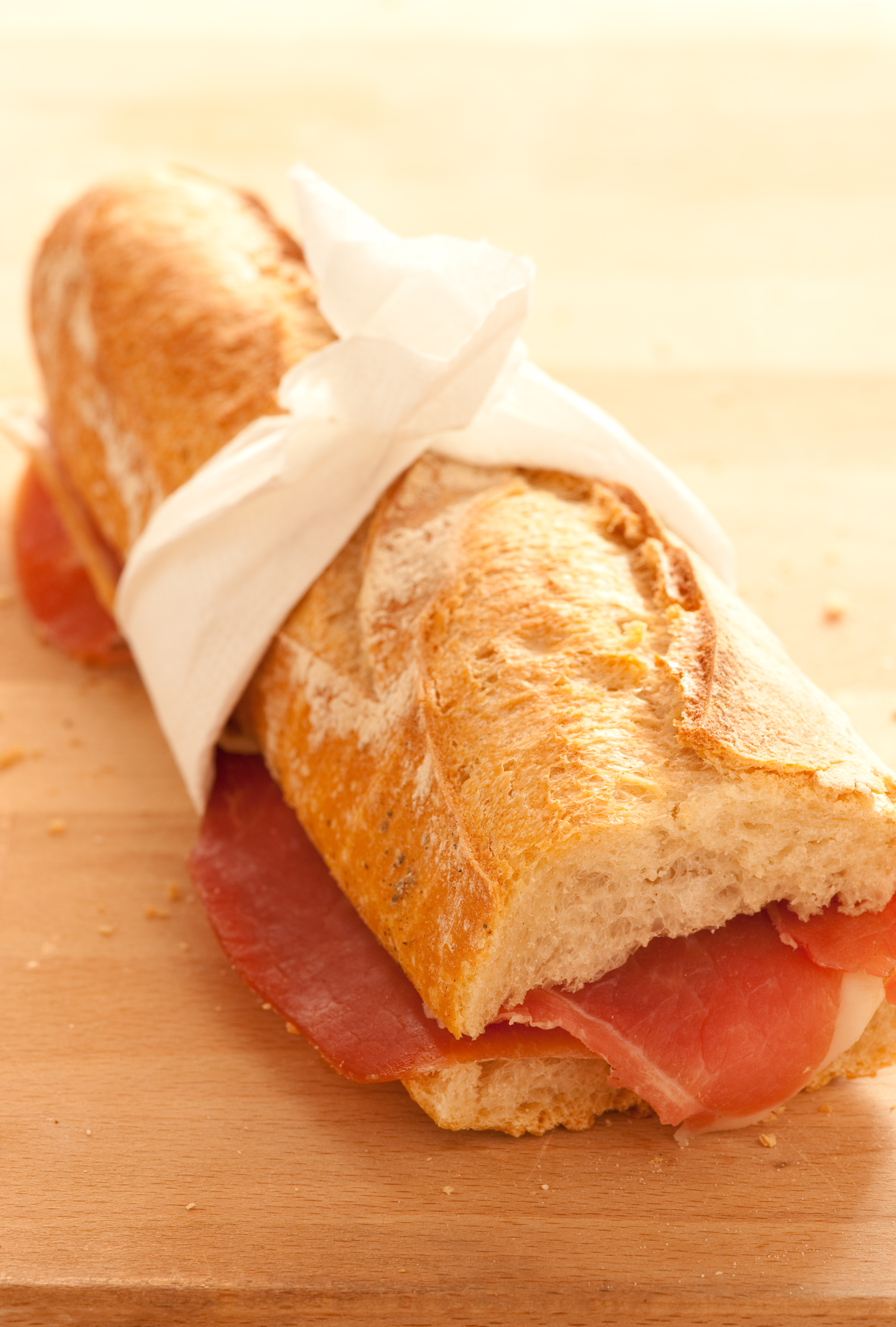
Le jambon-beurre français.
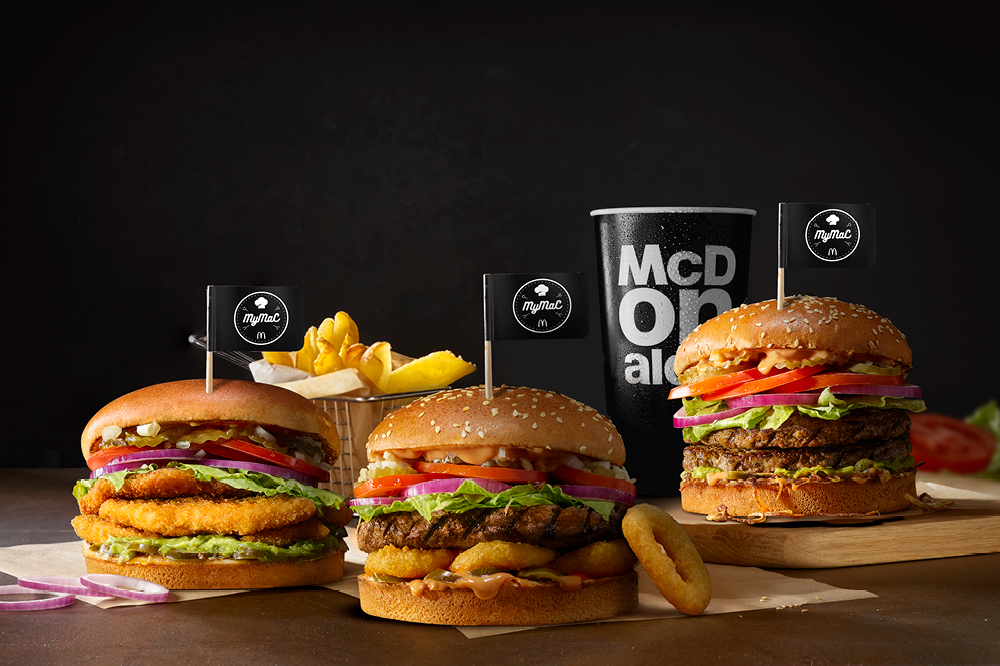
Hamburgers de la chaîne McDonald's
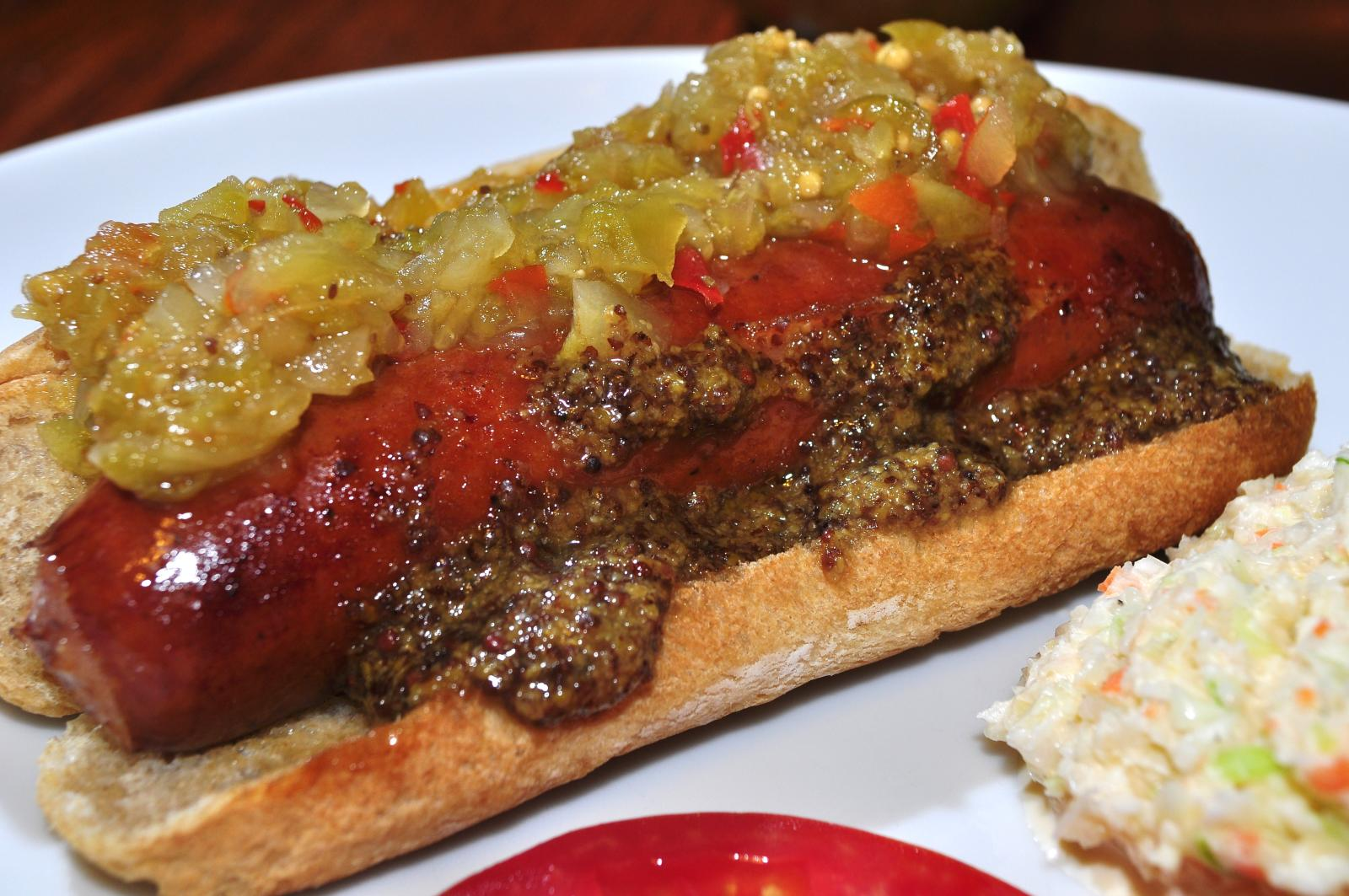
Un hot-dog.
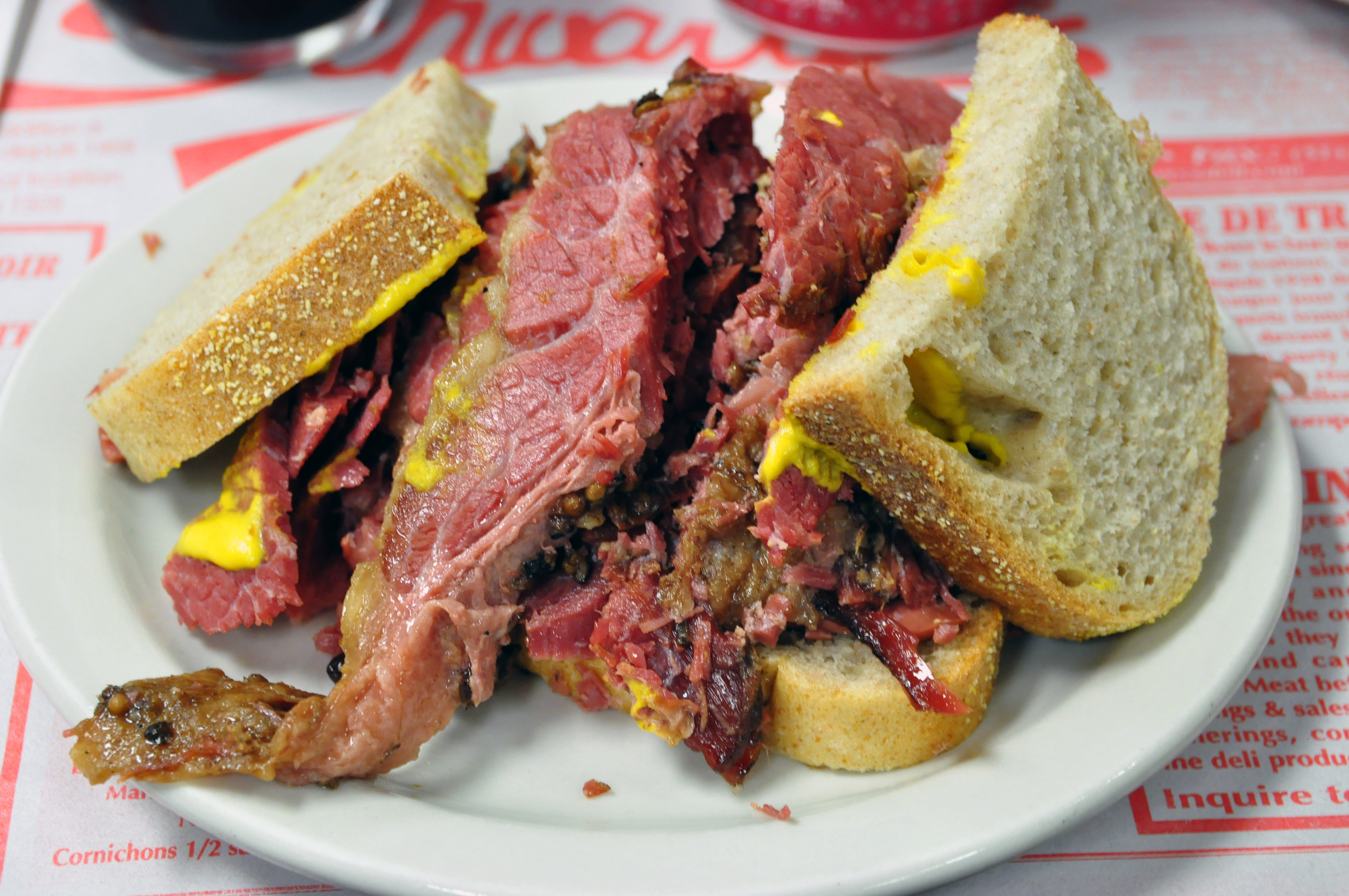
Un sandwich à la viande fumée de Montréal.
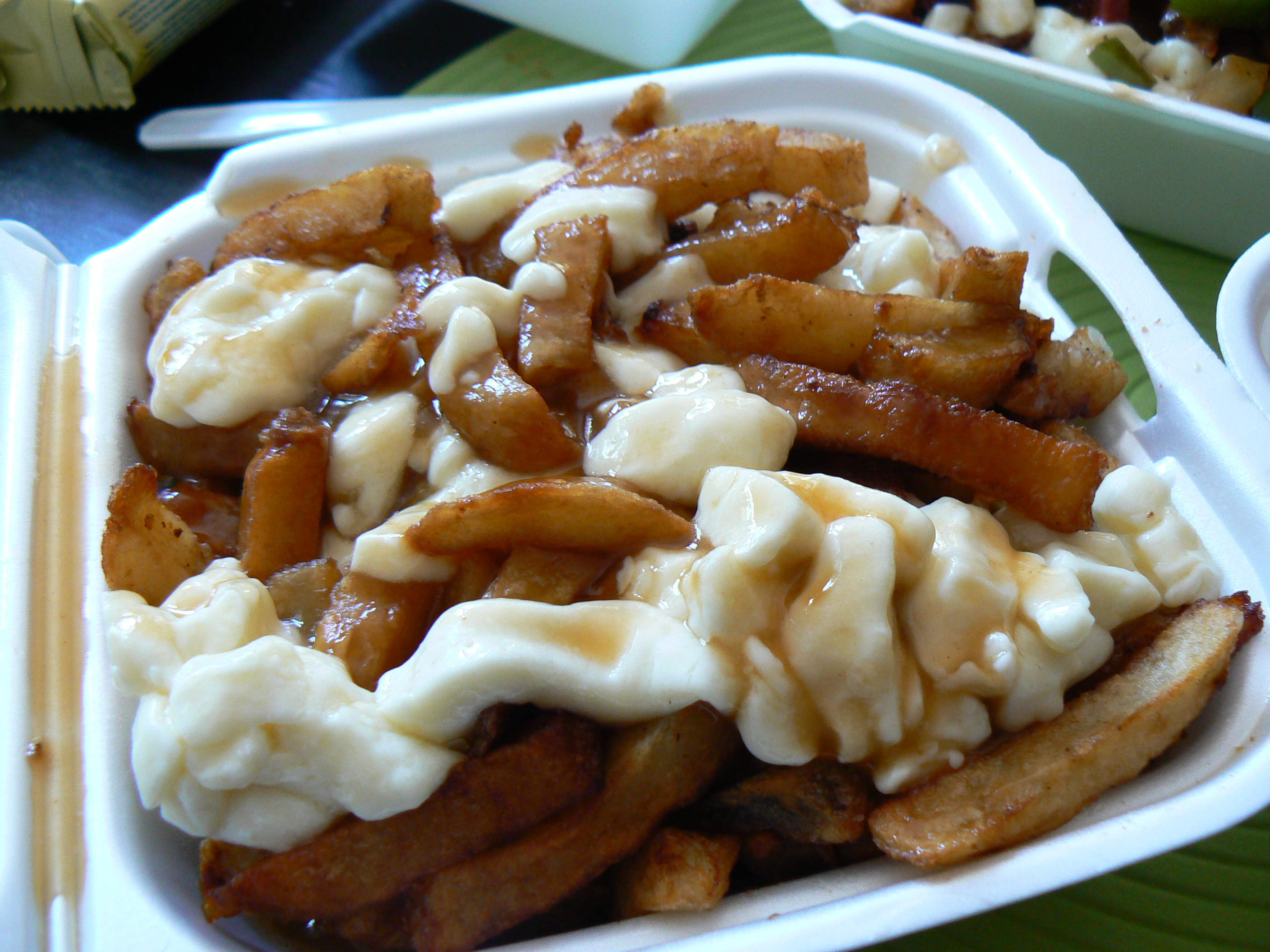
La poutine, un plat québécois.

## Chaînes de restauration rapide
La restauration rapide comporte de grandes chaînes de restaurants ou de points de vente, la plupart franchisés. Les enseignes les plus importantes étant Subway avec 33 749 restaurants dans 91 pays, McDonald's avec 33 600 restaurants, suivi par Burger King et Wendy's. Le groupe Yum! Brands est le leader mondial avec ses chaînes Pizza Hut, KFC (PFK), Taco Bell, Long John Silver's et A&W avec plus de 43 000 restaurants dans le monde.
- 241 Pizza (Canada)
- A&W (États-Unis, Canada)
- Al Baik (Arabie saoudite)
- All Chicken (Angleterre, France)
- Ange (France)
- Applebee's (États-Unis, Monde)
- Ashton (Canada)
- BBQ Chicken (Corée du Sud, Vietnam)
- La Belle Province (Canada)
- Bembos (Pérou, Amérique du Sud et Centrale, Inde)
- Ben Burger (Algérie)
- Bert's (France, Moyen-Orient)
- La Boîte à Pizza (France, Benelux, États-Unis, Chine)
- Boston Market (États-Unis)
- Bruegger's Bagels & Coffee (France, Monde)
- Brioche dorée (France, Monde)
- Burger King (États-Unis, Monde)
- Burrito Brothers (Suisse)
- Carl's Jr. (États-Unis, Monde)
- Chic Chicken (Suisse)
- Chicken Street (France, Belgique, Algérie, Emirats Arabe Unis, Canada, Maroc, Tunisie, Sénégal)
- Class'Croute (France, Belgique, Luxembourg)
- Cojean (France)
- Cora (Canada)
- Cracker Barrel (États-Unis)
- La Croissanterie (France, Europe)
- Dairy Queen (États-Unis, Monde)
- Délifrance, (Europe, Asie, Antilles)
- Denny's (États-Unis)
- Dixie Lee (Canada, États-Unis)
- Domino's Pizza (États-Unis, Monde)
- Dunkin' Donuts (États-Unis, Monde)
- Exki (Belgique, Europe)
- Febo (Pays-Bas)
- Foods 'N' Moods (Belgique)
- Fat Burger (États-Unis)
- Five Guys (États-Unis, Canada, France, Belgique)
- Fresh Burritos (France)
- Frites Alors ! (Québec, France)
- Habib's (Brésil)
- Hardee's (États-Unis, Monde)
- Harvey's (Canada)
- Hawaiian BBQ (États-Unis)
- Hector Chicken (Belgique, France)
- Hesburger (Finlande, Lituanie, Lettonie, Estonie, Russie, Allemagne, Ukraine, Bulgarie)
- Holy Cow ! (Suisse, France)
- Holy Moly Burger (France)
- Hooters (États-Unis, Monde)
- Hungry Howie's Pizza (États-Unis)
- Hungry Jack's (Australie)
- IHOP (États-Unis)
- Inglewood (Suisse)
- In-N-Out Burger (États-Unis)
- Jack in the box (États-Unis)
- Jimmy John's (États-Unis)
- Jollibee (Philippines)
- Jour (France, Luxembourg)
- Kahuna Burger (États-Unis, Monde)
- Kazi Chicken (Algérie)
- KFC / PFK (États-Unis, Monde)
- Krispy Kreme (États-Unis, Monde)
- Lafleur (Canada)
- Le prêt-à-manger (Suisse)
- Lina's (France)
- Long John Silver's (États-Unis)
- McDonald's (États-Unis, monde)
- Mezzo di Pasta (France, Belgique, Moyen-Orient)
- La Mie câline (France, Belgique, Espagne)
- Mike Wong (Suisse)
- Mo'men (Égypte, Libye, Soudan, Dubaï, Bahreïn, Arabie saoudite, Malaisie)
- MOS Burger (Japon, Chine, Corée du Sud, Asie du Sud-Est)
- Mr Bigg's (Nigeria, Ghana)
- Mr. Sub (Canada, Inde, Dubaï)
- Nando's (Afrique du Sud, monde)
- New School Tacos (France, Maroc)
- Nordsee (de) (Allemagne, Autriche, Suisse et 10 autres pays)
- Nooï (France, Belgique, Espagne, États-Unis)
- Oporto (Australie, Nouvelle-Zélande, États-Unis, Royaume-Uni)
- O'Malo (France)
- O'Tacos (France, Belgique, Luxembourg, Pays-Bas, Maroc, États-Unis)
- Pasta Cosy (France)
- Patàpain (France)
- Paul (France, Monde)
- Pitapit (Canada, États-Unis, Nouvelle-Zélande, Australie, Corée du Sud, Brésil, Caraïbes, France)
- Pizza Delight (Canada)
- Pizza Hut (États-Unis, Monde)
- Pizza Pizza (Canada)
- El Pollo Loco (États-Unis)
- Pomme de Pain (France, Maroc)
- Portillo's (États-Unis)
- Pret A Manger (Royaume-Uni)
- Quick (France, Belgique, Luxembourg, Russie)
- Quiznos (États-Unis, Canada, Royaume-Uni, Irlande, Islande, Corée du Sud, Caraïbes, Amérique du Sud, Venezuela)
- Red Rooster (Australie)
- Shake Shack
- Sonic Drive-In (États-Unis, Mexique)
- Speed Burger (France)
- Steers (Afrique du Sud, Afrique, Portugal)
- Subway (États-Unis, Monde)
- Swiss Meal (Suisse)
- Taco Bell (États-Unis, Monde)
- The Hamburger Foundation (Suisse)
- Tim Hortons (Canada, États-Unis)
- Tonton Chami (Belgique)
- Valentine (Canada)
- Vapiano (Allemagne et 21 autres pays)
- Viena (Catalogne, Pays Valencien et Andorre)
- Wazawok (Belgique)
- Wendy's (États-Unis, Amériques, Indonésie, Malaisie, Nouvelle-Zélande, Philippines, Russie, Singapour)
- Whataburger (États-Unis)
- White Castle (États-Unis)
- Wimpy (États-Unis, Royaume-Uni, Afrique du Sud, monde)
- Yoshinoya (Japon)
- YO! Sushi (Royaume-Uni)
- Kira tacos (Suisse)

## Controverses
Il est souvent reproché aux chaînes de restauration rapide (restaurants de hamburgers notamment) de fournir une cuisine médiocre contribuant à la « malbouffe » ; diététiquement néfaste, source de gaspillage, sous-tendue par une volonté de profit maximum ayant recours aux bas salaires. Ces critiques émanent notamment du monde médical et d'associations altermondialistes, écologistes ou promouvant le développement durable (ex : mouvement Slow Food ou actions menées par José Bové en France).
La restauration rapide est basée sur des aliments issus de l'agro-industrie, parfois ultratransformés (associés à un risque accru de cancer,,), trop riches en lipide, sel et sucre, et trop pauvre en fruits et légumes frais. Elle contribue donc à la pandémie d'obésité et de maladies cardio-vasculaires (bien que depuis le milieu des années 2000, quelques enseignes nouvelles s'orientent vers une offre plus saine (bars à salade, bars à soupes, etc.). En 2009, une étude américaine a conclu que la présence d'un restaurant rapide à moins de 150 mètres d'une école augmente de 5,2 % le risque de voir un enfant devenir obèse.
Les salariés réclament de meilleurs salaires. Ainsi aux États-Unis en août 2013, un Burger King de Durham (Caroline du Nord) a suscité une mobilisation qui s'est immédiatement répandue aux autres enseignes de la ville (McDonald's, Little Caesars ou KFC) et à une centaine de grandes villes du pays, une première dans ce secteur,.
Concernant l'environnement, les viandes et poissons proviennent de l'élevage et de l'agriculture industriels (volaille industrielle…) et de la pêche industrielle qui surexploite la ressource halieutique ; les couverts et emballages jetables à usage unique en carton ou en matériaux non dégradables comme le plastique ou le polystyrène isotherme sont quasi systématiques. En France, début 2019, après des contrôles faits par les équipes du ministère de l'Environnement dans une cinquantaine de salles de restauration rapide, la Secrétaire d'État Brune Poirson a annoncé à la filière qu'elle avait jusqu'en mars 2019 pour revoir ses pratiques en matière de tri des déchets, via « un plan très concret de mise en conformité avec la réglementation ». La ministre rappelle que « Le non-respect du tri des cinq flux (papier et carton, métal, plastique, verre, bois) est passible d'une sanction administrative d'un montant maximal de 150 000 euros et constitue une infraction pénale punie d'une peine maximale de deux ans d'emprisonnement et 75 000 euros d'amende. », et qu'elle pourrait « donner publiquement les noms » des chaînes qui ne respecteraient toujours pas la réglementation du décret de mars 2016.

## Filmographie
- Super Size Me, documentaire sur la restauration rapide (McDonald's).
- Fast Food Nation, livre et film sur la restauration rapide aux États-Unis.
- Le Fondateur (The Founder), film biographique américain réalisé par John Lee Hancock et sorti en 2016, sur la rencontre des frères McDonald avec Ray Kroc.